# American Basketball Association (1967–1976)
A American Basketball Association (ABA) foi uma liga profissional de basquete norte-americana fundada em 1967, que mais tarde, em 1976, seria fundida, em parte, com a National Basketball Association (NBA), fazendo com que a liga adotasse a linha dos 3 pontos.

## História da Liga
A ABA original foi fundada em 1967, concorria com a estável National Basketball Association, até se chegar ao acordo de fusão em 1976. Quatro equipes da American Basketball Association foram integradas na liga mais antiga: New York Nets, Denver Nuggets, Indiana Pacers e San Antonio Spurs. Outros dois times, Kentucky Colonels e Spirit of St. Louis, tiveram seus jogadores contratados por equipes da NBA.

## Equipes
Dos 11 times originais, somente Kentucky Colonels e Indiana Pacers permaneceram por todas as novas temporadas sem realocação ou mudança de nome. Entretanto, o Denver Larks/Rockets/Nuggets, uma equipe que havia sido originalmente atribuída a Kansas City, Missouri, mudou-se para Denver sem jogar um jogo sequer naquela cidade por falta de uma arena adequada.

## Campeões
- 1967–68	Pittsburgh Pipers
- 1968–69	Oakland Oaks
- 1969–70	Indiana Pacers
- 1970–71	Utah Stars
- 1971–72	Indiana Pacers
- 1972–73	Indiana Pacers
- 1973–74	New York Nets
- 1974–75	Kentucky Colonels
- 1975–76	New York Nets